# Sinapomorfia

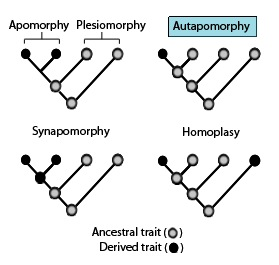
Árvore filogenética mostrando a terminologia usada para descrever diferentes padrões de caracteres derivados e ancestrais ou traços fenotípicos.

Sinapomorfia (do grego sýnapsis - ação de juntar + morphě - forma) em biologia, é uma novidade evolutiva (apomorfia) ou uma mudança no estado de caráter, que surge no ancestral comum mais recente de um determinado clado, permitindo a sua identificação, diferenciação e classificação taxonômica.

## Conceituação
Sinapomorfia, para a Biologia, são caracteres homólogos apomórficos, que surgem em um ancestral sendo compartilhados por todas as linhagens descendentes. É a situação que se observa quando os descendentes de um mesmo ancestral em comum apresentam o mesmo caráter, e este representa uma forma derivada apomórfica frente a outra ancestral plesiomórfica. Analogamente, chama-se simplesiomorfia a um caráter compartilhado por um ou mais táxons, quando este é plesiomórfico (estado de caráter ancestral). Somente as sinapomorfias constituem argumentos válidos em favor da monofilia do grupo de táxons que as compartilha. As sinapomorfias constituem, assim, o fundamento para a classificação filogenética (baseada no parentesco) dos seres vivos.
Os caracteres com que se descrevem os grupos parafiléticos, definidos pela exclusão de um grupo monofilético de outro maior, são as simplesiomorfias. O termo, introduzido por Hennig, está no centro da metodologia da análise filogenética. Assim sendo, as sinapomorfias são a base para a formação dos grupos monofiléticos, formados com um embasamento evolutivo. Quando os grupos não são unidos por sinapomorfias, como nos peixes, que abrangem vários clados separados e não unidos por apomorfias, chamamos esses grupo de não monofiléticos (não respeitando a relação de parentesco evolutiva e não sendo um grupo filogenético com embasamento evolutivo), podendo ser chamado de parafilético ou polifilético.